# Яшляр (Міякинський район)
Яшля́р (рос. Яшляр, башк. Йәшләр) — присілок у складі Міякинського району Башкортостану, Росія. Входить до складу Великокаркалинської сільської ради.
Населення — 18 осіб (2010; 22 в 2002).
Національний склад:
- татари — 55%
- башкири — 45%